# Miriam Alconchel Gonzaga
Miriam Alconchel Gonzaga (Jerez de la Frontera, 3 de julio de 1978) es una abogada y política española, diputada por el PSOE en el Congreso durante las XI y XII legislaturas.

## Biografía
Es licenciada en Derecho por la Universidad de Cádiz y abogada colegiada en el Ilustre Colegio de Abogados de Jerez de la Frontera. Tras trabajar en administración de fincas en el ámbito privado, entre 2007 y 2013 fue concejala en el Ayuntamiento de Jerez de la Frontera y entre 2013 y 2015 ejerció como Delegada Territorial de Igualdad, Salud y Política Social de la Junta de Andalucía en la provincia de Cádiz. El 20 de diciembre de 2015 fue elegida diputada por Cádiz en el Congreso de los Diputados, siendo reelegida en 2016.